# Viaggi apostolici di Giovanni Paolo II

Paesi visitati da Giovanni Paolo II.

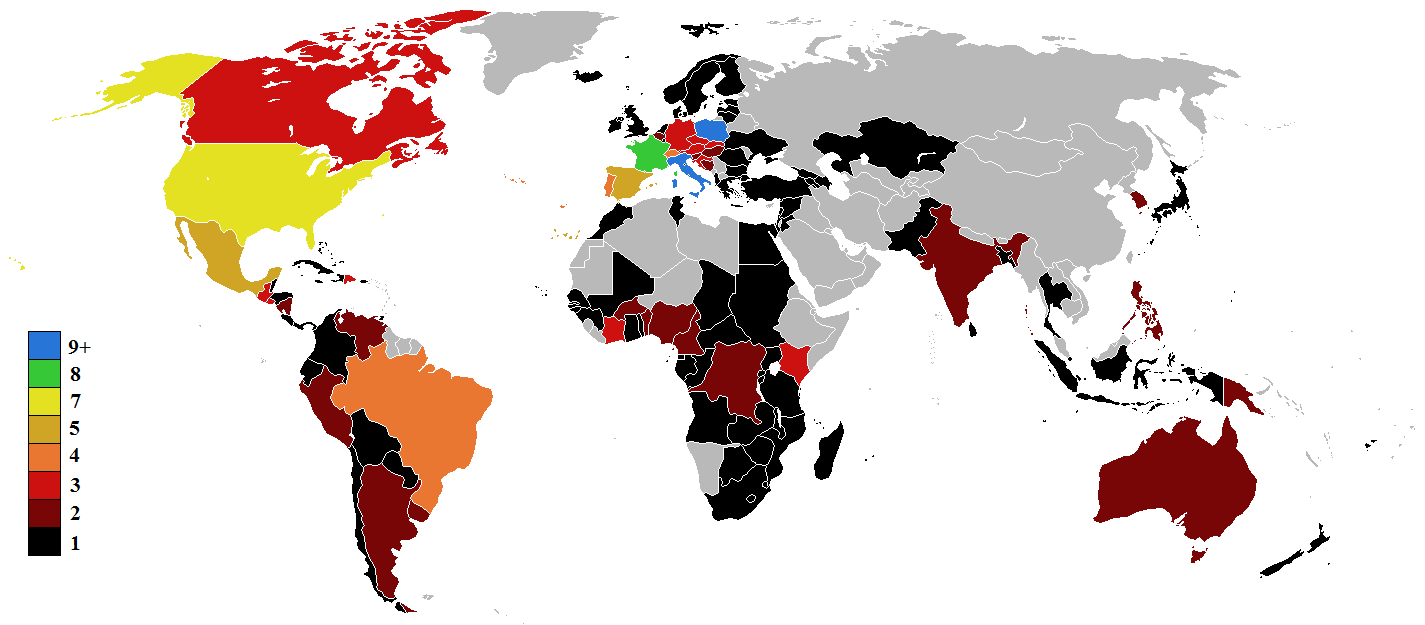
Paesi visitati da Giovanni Paolo II.

Durante il suo pontificato, papa Giovanni Paolo II ha viaggiato più di tutti i precedenti papi messi insieme. Mentre alcune delle mete dei suoi pellegrinaggi (come gli Stati Uniti e la Terra santa) erano già state visitate dal predecessore Paolo VI (soprannominato a volte il Papa pellegrino), molti altri paesi non erano mai stati visitati in precedenza da alcun altro pontefice.
Numerosissime anche le visite pastorali effettuate nelle parrocchie di Roma, nelle città, nei santuari e nei luoghi di lavoro in Italia.
È stato il primo papa in carica a recarsi nel Regno Unito, dove ha incontrato la regina Elisabetta II e il capo della Chiesa anglicana. In quell'occasione, compiendo un gesto di alto valore simbolico, si inginocchiò in preghiera insieme all'arcivescovo di Canterbury, Robert Runcie, all'interno della cattedrale di Canterbury, il luogo più sacro della Chiesa anglicana.
In occasione dei suoi numerosi viaggi ha posto in rilievo la propria devozione alla Vergine Maria, recandosi in visita a molti santuari a lei consacrati, come quelli di Knock, nella Repubblica d'Irlanda, di Fátima in Portogallo, di Nostra Signora di Guadalupe in Messico, di Lourdes in Francia, di Loreto, Il Santuario della Beata Vergine di Caravaggio e Pompei in Italia. Questi suoi pellegrinaggi sono spesso stati contraddistinti da una vastissima partecipazione popolare alle messe papali da lui celebrate, come, ad esempio, quella di un milione di persone (un quarto dell'intera popolazione irlandese) che partecipò alla messa celebrata nel 1979 nel Phoenix Park di Dublino.
Dal 25 gennaio al 1º febbraio 1979, papa Giovanni Paolo II ha compiuto il suo primo viaggio apostolico recandosi in Repubblica Dominicana, Messico e Bahamas, lì visitò Santo Domingo, Città del Messico, Puebla, Oaxaca, Guadalajara, Monterrey e Nassau presiedendo  7 messe e pronunciando 36 discorsi pubblici.
Nello stesso anno compì il secondo nella sua terra natale, la Polonia, celebrando 12 messe e pronunciando 37 discorsi pubblici. Lì visitò Varsavia, Gniezno, Częstochowa, Cracovia, Kalwaria Zebrzydowska, Wadowice, Brzezinka e Nowy Targ.
Dal 29 settembre all'8 ottobre 1979, papa Giovanni Paolo II si è recato, per il suo terzo viaggio apostolico, in Irlanda e negli Stati Uniti d'America, con una visita alle Nazioni Unite.
L'ultimo viaggio del 1979 fu dedicato alla Turchia e si svolse dal 28 al 30 novembre. Visitò Ankara, Istanbul, Efeso e Smirne, pronunciando 2 messe e 13 discorsi pubblici.
Nel 1984, Giovanni Paolo II fu il primo papa a visitare Porto Rico. In quell'occasione speciali padiglioni furono allestiti per lui all'aeroporto internazionale Luis Muñoz Marín, nella capitale San Juan, dove si incontrò con il governatore Rafael Hernández Colón e altri esponenti politici a Plaza Las Américas.
In ricordo della visita alla città boliviana di Cochabamba nel 1988 fu eretta la colossale statua del Cristo de la Concordia, una delle statue del Cristo più alte al mondo.
Alcuni giornali riportarono la notizia di un complotto per assassinare il Papa durante la sua visita a Manila, nelle Filippine, nel gennaio del 1995. Il piano, inserito all'interno di un vasto piano di attacchi terroristici, chiamato Operazione Bojinka, sarebbe stato pianificato dai due affiliati alla rete terroristica Al Qaida, Ramzi Yusef e Khalid Sheykh Mohammed. Un attentatore suicida, vestito da prete per potersi avvicinare a Wojtyła senza destare sospetti, avrebbe dovuto avvicinarsi al veicolo che lo trasportava e farsi esplodere vicino ad esso. Qualche giorno prima del 15 gennaio, giorno in cui avrebbe dovuto aver luogo l'attentato, un incendio casualmente divampato in un appartamento permise agli investigatori, guidati da Aida Fariscal, di venire in possesso di un computer portatile di proprietà di Yusef che conteneva i piani dettagliati dell'azione terroristica. Yusef fu arrestato in Pakistan circa un mese più tardi, mentre Khalid Sheikh Mohammed fu arrestato solo nel 2003.
Nel 1999 Giovanni Paolo II visitò la Romania dove incontrò i capi locali della Chiesa ortodossa, divenendo il primo papa a visitare un paese a maggioranza Ortodossa dallo Scisma nell'XI secolo (1054).
Sempre nel 1999, Giovanni Paolo II fece un altro dei suoi numerosi viaggi negli Stati Uniti d'America, celebrando una messa a St. Louis nell'Edward Jones Dome. Parteciparono più di 104.000 persone, trasformando l'evento nella più grande riunione al coperto nella storia degli Stati Uniti.
Nel maggio del 2001 Wojtyła fece un altro pellegrinaggio attraverso il Mediterraneo sulle tracce del santo di cui ha portato il nome: San Paolo. Viaggiando dalla Grecia alla Siria all'isola di Malta, divenendo il primo papa cattolico ad entrare in Grecia da più di mille anni ed il primo in assoluto a visitare una Moschea. Visitò la moschea degli Omayyadi di Damasco dove si crede che il corpo decollato di Giovanni il Battista sia sepolto.
Nel maggio 2002, nel suo viaggio in Bulgaria, papa Giovanni Paolo II andò a pregare sulla tomba di Giovanni di Rila.

## Lista dei viaggi

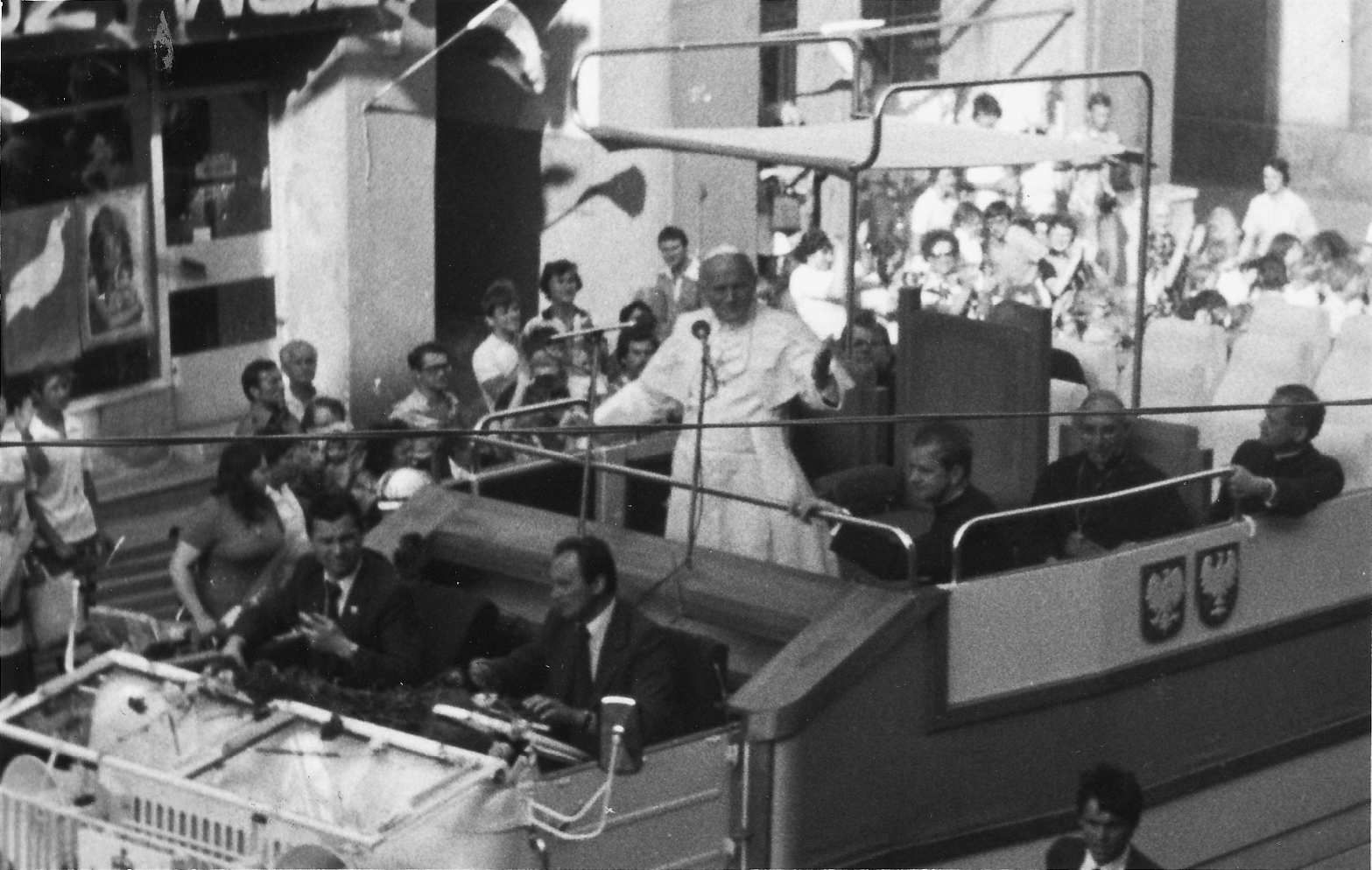
Viaggio apostolico in Polonia, 1979

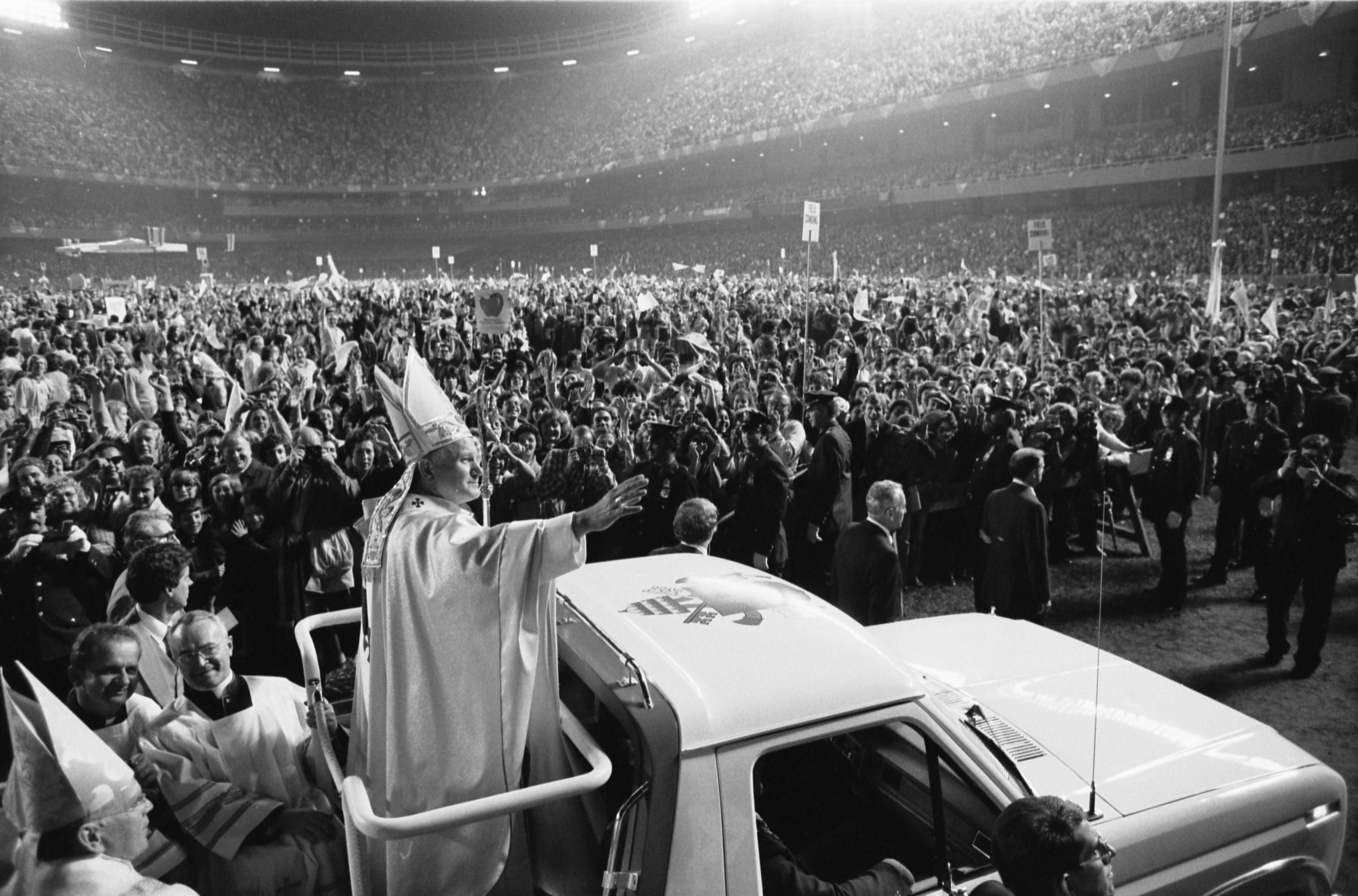
Viaggio apostolico negli Stati Uniti, 1979

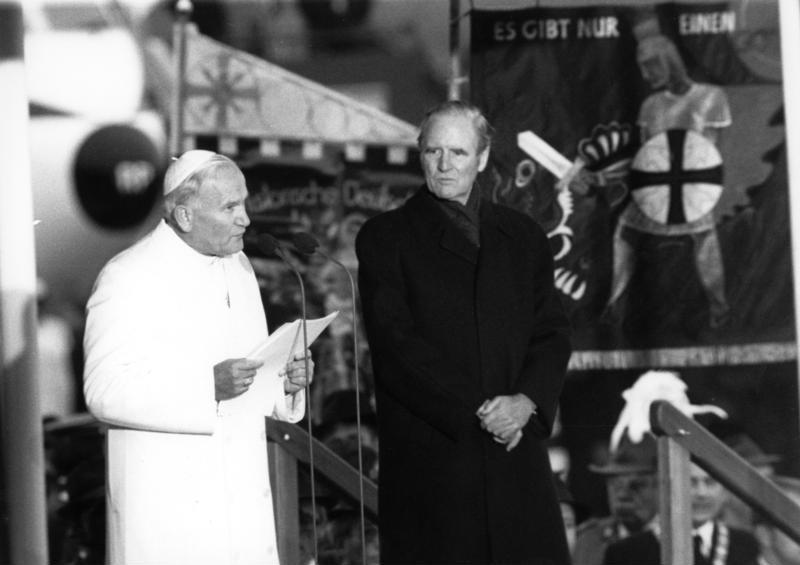
Viaggio apostolico in Germania, 1980

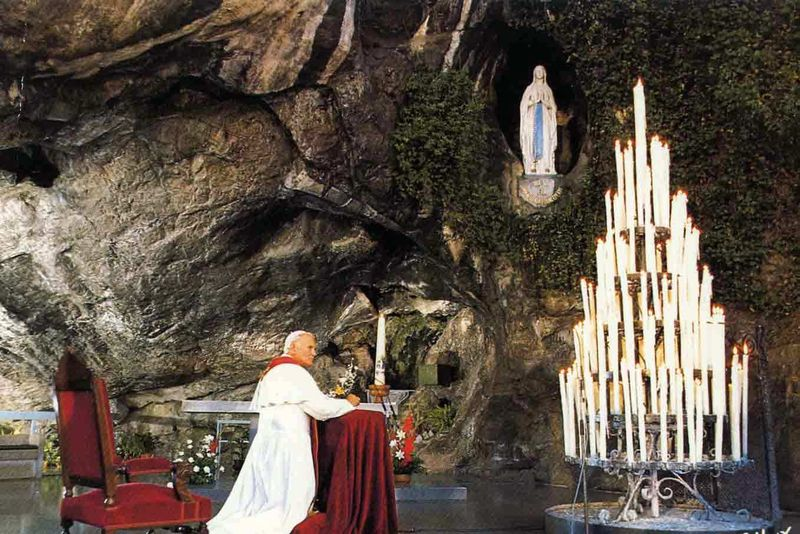
Viaggio apostolico a Lourdes, 1983

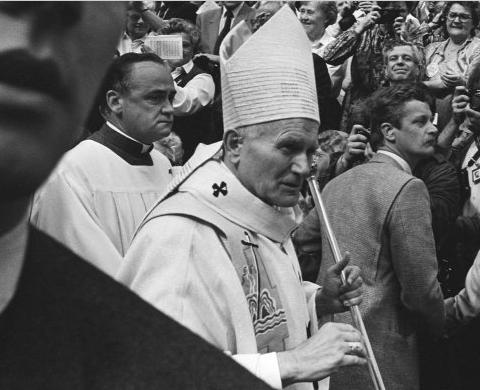
Viaggio apostolico nei Paesi Bassi, 1985

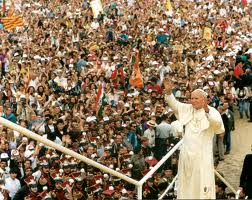
Giornata mondiale della gioventù in Polonia, 1991

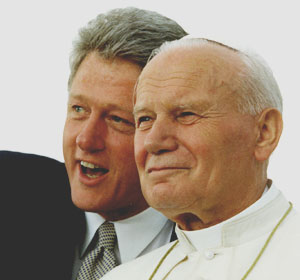
Viaggio apostolico negli Stati Uniti, 1993

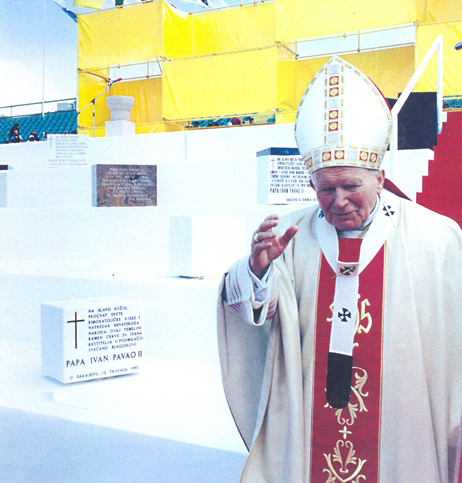
Viaggio apostolico a Sarajevo, 1997

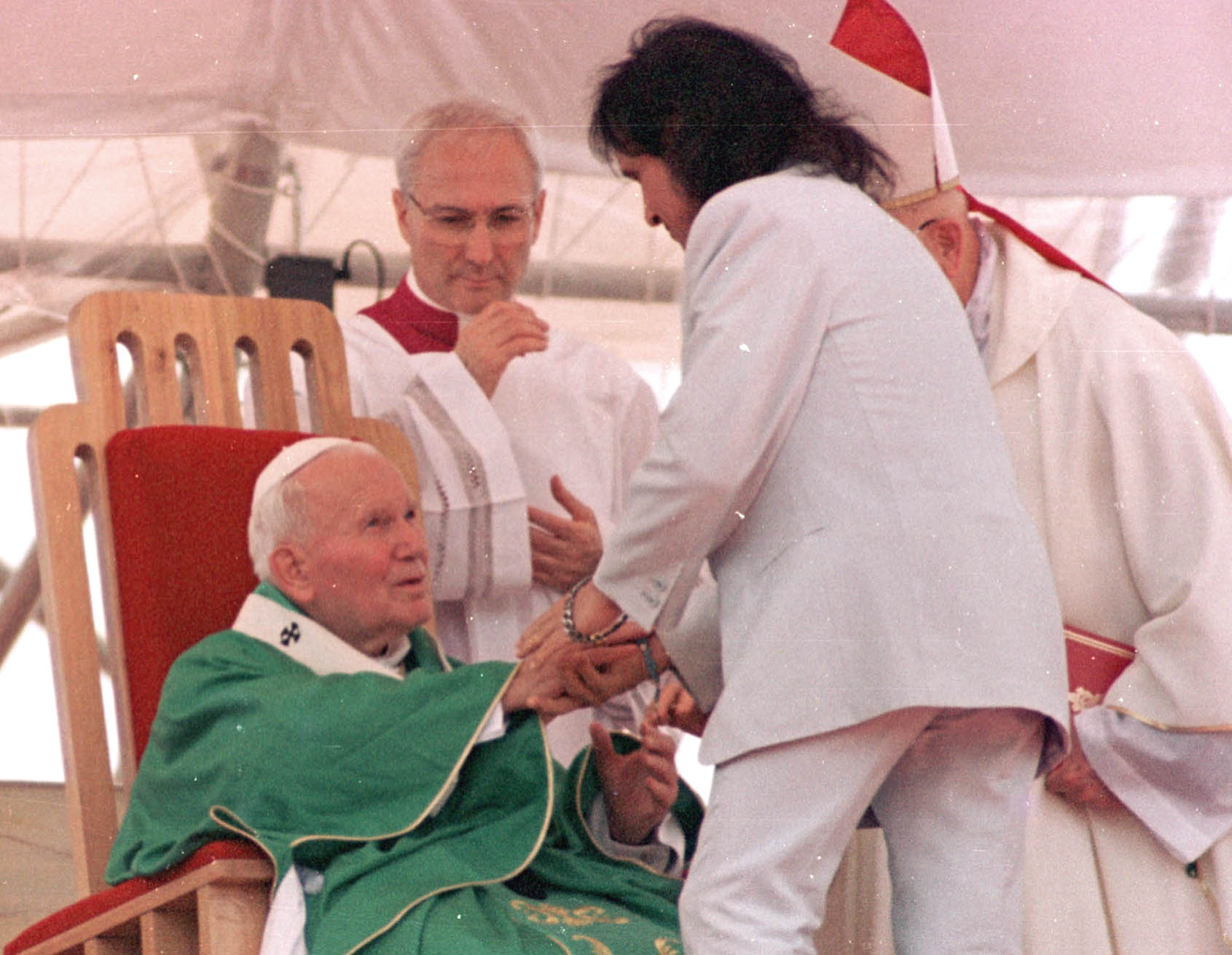
Viaggio apostolico in Brasile, 1997

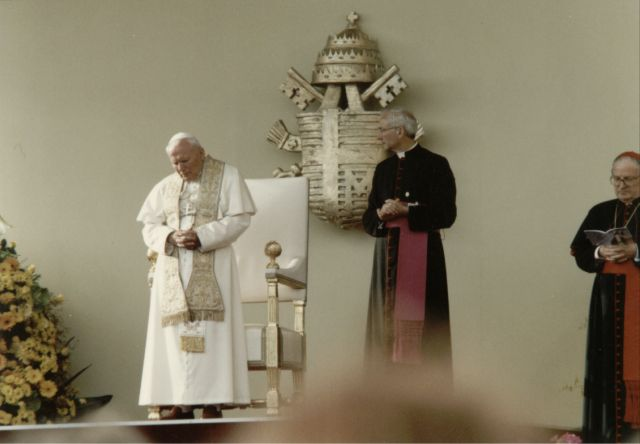
Viaggio apostolico in Polonia, 1997

I seguenti sono tutti i viaggi pastorali di Giovanni Paolo II al di fuori dell'Italia (per i viaggi apostolici in Italia si veda Visite pastorali di Giovanni Paolo II):
1. 25 gennaio - 1º febbraio 1979 - Repubblica Dominicana, Messico, Bahamas
2. 2 giugno - 10 giugno 1979 - Polonia
3. 29 settembre - 8 ottobre 1979 - Repubblica d'Irlanda e Stati Uniti
4. 28 novembre - 30 novembre 1979 - Turchia
5. 2 maggio - 12 maggio 1980 - Zaire, Repubblica del Congo, Kenya, Ghana, Burkina Faso, Costa d'Avorio
6. 30 maggio - 2 giugno 1980 - Francia
7. 30 giugno - 12 luglio 1980 - Brasile
8. 15 novembre - 19 novembre 1980 - Germania (Germania Occidentale)
9. 16 febbraio - 27 febbraio 1981 - Pakistan, Filippine, Guam (USA), Giappone, Alaska (USA)
10. 12 febbraio - 19 febbraio 1982 - Nigeria, Benin, Gabon, Guinea Equatoriale
11. 12 maggio - 15 maggio 1982 - Portogallo
12. 28 maggio - 2 giugno 1982 - Gran Bretagna
13. 10 giugno - 13 giugno 1982 - Rio de Janeiro (Brasile), Argentina
14. 15 giugno 1982 - Ginevra (Svizzera)
15. 29 agosto 1982 - San Marino
16. 31 ottobre - 9 novembre 1982 - Spagna
17. 2 marzo - 10 marzo 1983 - Lisbona (Portogallo), Costa Rica, Nicaragua, Honduras, Panama, El Salvador, Guatemala, Belize, Haiti
18. 16 giugno - 23 giugno 1983 - Polonia
19. 14 agosto - 15 agosto 1983 - Lourdes (Francia)
20. 10 settembre - 13 settembre 1983 - Austria
21. 2 maggio - 12 maggio 1984 - Alaska (USA), Repubblica di Corea, Papua Nuova Guinea, Isole Salomone, Thailandia
22. 12 giugno - 17 giugno 1984 - Svizzera
23. 9 settembre - 21 settembre 1984 - Canada
24. 10 ottobre - 13 ottobre 1984 - Saragozza (Spagna), Santo Domingo (Repubblica Dominicana), San Juan (Porto Rico)
25. 26 gennaio - 6 febbraio 1985 - Perù, Ecuador, Venezuela, Trinidad e Tobago
26. 11 maggio - 21 maggio 1985 - Paesi Bassi, Lussemburgo, Belgio
27. 8 agosto - 19 agosto 1985 - Togo, Costa d'Avorio, Camerun, Repubblica Centrafricana, Zaire, Kenya, Marocco
28. 8 settembre 1985 - Kloten (Svizzera), Liechtenstein
29. 31 gennaio - 11 febbraio 1986 - India
30. 1º luglio - 8 luglio 1986 - Saint Lucia, Colombia
31. 4 ottobre - 7 ottobre 1986 - Francia
32. 18 novembre - 1º dicembre 1986 - Bangladesh, Singapore, Figi, Nuova Zelanda, Australia, Seychelles
33. 31 marzo - 13 aprile 1987 - Cile, Uruguay, Argentina (Giornata mondiale della gioventù 1987)
34. 30 aprile - 4 maggio 1987 - Germania (Germania Occidentale)
35. 8 giugno - 14 giugno 1987 - Polonia (città: Varsavia, Lublino, Tarnów, Cracovia, Stettino, Gdynia, Danzica, Częstochowa, Łódź, Varsavia)
36. 10 settembre - 21 settembre 1987 - Stati Uniti (incluse New Orleans e Detroit), Fort Simpson (Canada)
37. 7 maggio - 18 maggio 1988 - Uruguay, Bolivia, Lima (Perù), Paraguay, Curaçao
38. 23 giugno - 27 giugno 1988 - Austria
39. 10 settembre - 19 settembre 1988 - Zimbabwe, Botswana, Lesotho, Swaziland, Mozambico
40. 8 ottobre - 11 ottobre 1988 - Francia
41. 28 aprile - 6 maggio 1989 - Madagascar, Réunion, Zambia, Malawi
42. 1º giugno - 10 giugno 1989 - Norvegia, Islanda, Finlandia, Danimarca, Svezia
43. 19 agosto - 21 agosto 1989 - Santiago di Compostela (Giornata mondiale della gioventù 1989) e Asturie (Spagna)
44. 6 ottobre - 16 ottobre 1989 - Seul (Repubblica di Corea), Timor Est (all'epoca Indonesia), Mauritius
45. 25 gennaio - 1º febbraio 1990 - Capo Verde, Guinea-Bissau, Mali, Burkina Faso, Ciad
46. 21 aprile - 22 aprile 1990 - Cecoslovacchia
47. 6 maggio - 14 maggio 1990 - Messico, Curaçao
48. 25 maggio - 27 maggio 1990 - Malta
49. 1º settembre - 10 settembre 1990 - Luqa (Malta), Tanzania, Burundi, Ruanda, Yamoussoukro (Costa d'Avorio)
50. 5 maggio - 13 maggio 1991 - Portogallo
51. 1º giugno - 9 giugno 1991 - Polonia
52. 13 agosto - 20 agosto 1991 - Częstochowa (Polonia, Giornata mondiale della gioventù 1991), Ungheria
53. 12 ottobre - 21 ottobre 1991 - Brasile
54. 19 febbraio - 26 febbraio 1992 - Senegal, Gambia, Guinea
55. 4 giugno - 10 giugno 1992 - Angola, São Tomé e Príncipe
56. 9 ottobre - 14 ottobre 1992 - Repubblica Dominicana
57. 3 febbraio - 10 febbraio 1993 - Benin, Uganda, Khartoum (Sudan)
58. 25 aprile 1993 - Albania
59. 12 giugno - 17 giugno 1993 - Spagna
60. 9 agosto - 16 agosto 1993 - Giamaica, Mérida (Messico), Denver (USA, Giornata mondiale della gioventù 1993)
61. 4 settembre - 10 settembre 1993 - Lituania, Lettonia, Estonia
62. 10 settembre - 11 settembre 1994 - Zagabria (Croazia)
63. 11 gennaio - 21 gennaio 1995 - Manila (Filippine, Giornata mondiale della gioventù 1995), Port Moresby (Papua Nuova Guinea), Sydney (Australia), Colombo (Sri Lanka)
64. 20 maggio - 22 maggio 1995 - Repubblica Ceca, Polonia
65. 3 giugno - 4 giugno 1995 - Belgio
66. 30 giugno - 3 luglio 1995 - Slovacchia
67. 14 settembre - 20 settembre 1995 - Yaoundé (Camerun), Johannesburg (Sudafrica), Nairobi (Kenya)
68. 4 ottobre - 9 ottobre 1995 - Newark, East Rutherford, New York, Yonkers, Baltimora (tutte negli USA)
69. 5 febbraio - 12 febbraio 1996 - Guatemala, Nicaragua, El Salvador, Venezuela
70. 14 aprile 1996 - Tunisia
71. 17 maggio - 19 maggio 1996 - Slovenia
72. 21 giugno - 23 giugno 1996 - Germania
73. 6 settembre - 7 settembre 1996 - Ungheria
74. 19 settembre - 22 settembre 1996 - Francia
75. 12 aprile - 13 aprile 1997 - Sarajevo (Bosnia ed Erzegovina)
76. 25 aprile - 27 aprile 1997 - Repubblica Ceca
77. 10 maggio - 11 maggio 1997 - Beirut (Libano)
78. 31 maggio - 10 giugno 1997 - Polonia
79. 21 agosto - 24 agosto 1997 - Parigi (Francia, Giornata mondiale della gioventù 1997)
80. 2 ottobre - 6 ottobre 1997 - Rio de Janeiro (Brasile)
81. 21 gennaio - 26 gennaio 1998 - Cuba
82. 21 marzo - 23 marzo 1998 - Nigeria
83. 19 giugno - 21 giugno 1998 - Austria
84. 2 ottobre - 4 ottobre 1998 - Croazia
85. 22 gennaio - 28 gennaio 1999 - St. Louis (USA), Messico
86. 7 maggio - 9 maggio 1999 - Romania
87. 5 giugno - 17 giugno 1999 - Polonia
88. 19 settembre 1999 - Slovenia
89. 5 ottobre - 9 ottobre 1999 - Nuova Delhi (India), Georgia
90. 24 febbraio - 26 febbraio 2000 - Monte Sinai (Egitto)
91. 20 marzo - 26 marzo 2000 - Giordania, Israele, Territori palestinesi occupati
92. 12 maggio - 13 maggio 2000 - Fátima (Portogallo)
93. 4 maggio - 9 maggio 2001 - Malta, Grecia, Siria
94. 23 giugno - 27 giugno 2001 - Ucraina, incluso Babij Jar, dove furono massacrati numerosi ebrei durante l'Olocausto
95. 22 settembre - 27 settembre 2001 - Kazakistan, Armenia
96. 22 maggio - 26 maggio 2002 - Azerbaigian, Bulgaria
97. 23 luglio - 2 agosto 2002 - Canada (Giornata mondiale della gioventù 2002), Guatemala (inclusa Antigua Guatemala), Messico
98. 18 agosto - 19 agosto 2002 - Polonia
99. 3 maggio - 4 maggio 2003 - Spagna
100. 5 giugno - 9 giugno 2003 - Croazia
101. 22 giugno 2003 - Bosnia ed Erzegovina
102. 11 settembre - 14 settembre 2003 - Slovacchia
103. 5 giugno 2004 - Svizzera
104. 14 agosto - 15 agosto 2004 - Lourdes (Francia)

## Per paese

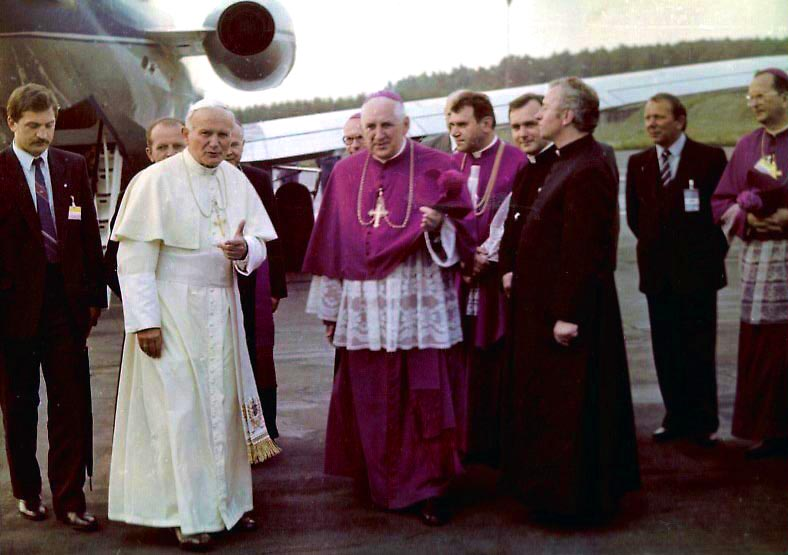
Giovanni Paolo II in Polonia nel 1987

Papa Giovanni Paolo II ha visitato 127 paesi dalla sua elezione (oltre l'Italia):
- Nove visite in Polonia
- Otto visite in Francia (inclusa una visita a Réunion)
- Sette visite negli Stati Uniti d'America	(incluse due tappe in Alaska)
- Cinque visite in Messico e Spagna
- Quattro visite in Brasile, Portogallo e Svizzera
- Tre visite in Austria, Canada, Costa d'Avorio, Croazia, Cecoslovacchia (più due visite in Slovacchia), El Salvador, Germania (prime due visite in Germania Occidentale), Guatemala, Kenya, Malta e Repubblica Dominicana
- Due visite in Argentina, Australia, Belgio, Benin, Bosnia ed Erzegovina, Burkina Faso, Camerun, Curaçao (Antille Olandesi), Filippine, India, Nicaragua, Nigeria, Papua Nuova Guinea, Perù, Repubblica di Corea, Slovacchia (più tre visite in Cecoslovacchia), Slovenia, Ungheria, Uruguay, Venezuela e Zaire
- Una visita in Albania, Angola, Armenia, Azerbaigian, Bahamas, Bangladesh, Belize, Bolivia, Botswana, Bulgaria, Burundi, Capo Verde, Ciad, Cile, Colombia, Congo, Costa Rica, Cuba, Danimarca, Ecuador, Egitto (al Monte Sinai), Estonia, Figi, Finlandia, Gabon, Gambia, Georgia, Ghana, Giamaica, Giappone, Giordania, Gran Bretagna, Grecia, Guinea, Guinea-Bissau, Guinea Equatoriale, Haiti, Islanda, Isole Salomone, Israele, Kazakistan, Lettonia, Libano, Lesotho, Liechtenstein, Lituania, Lussemburgo, Madagascar, Malawi, Mali, Marocco, Mauritius, Mozambico, Norvegia, Nuova Zelanda, Paesi Bassi, Pakistan, Panama, Paraguay, Porto Rico, Repubblica Centrafricana, Repubblica d'Irlanda, Romania, Ruanda, San Marino, São Tomé e Príncipe, Senegal, Seychelles, Singapore, Sri Lanka, Saint Lucia, Sudafrica, Siria, Sudan, Svezia, Swaziland, Thailandia, Tanzania, Timor Est (all'epoca parte dell'Indonesia), Togo, Trinidad e Tobago, Tunisia, Turchia, Ucraina, Uganda, Zambia, Zimbabwe

## Giornate mondiali della gioventù
Sette viaggi pastorali di Wojtyla sono stati fatti in occasione di altrettante edizioni internazionali della GMG. Non è ovviamente compresa nel conteggio la GMG di Roma del 2000.

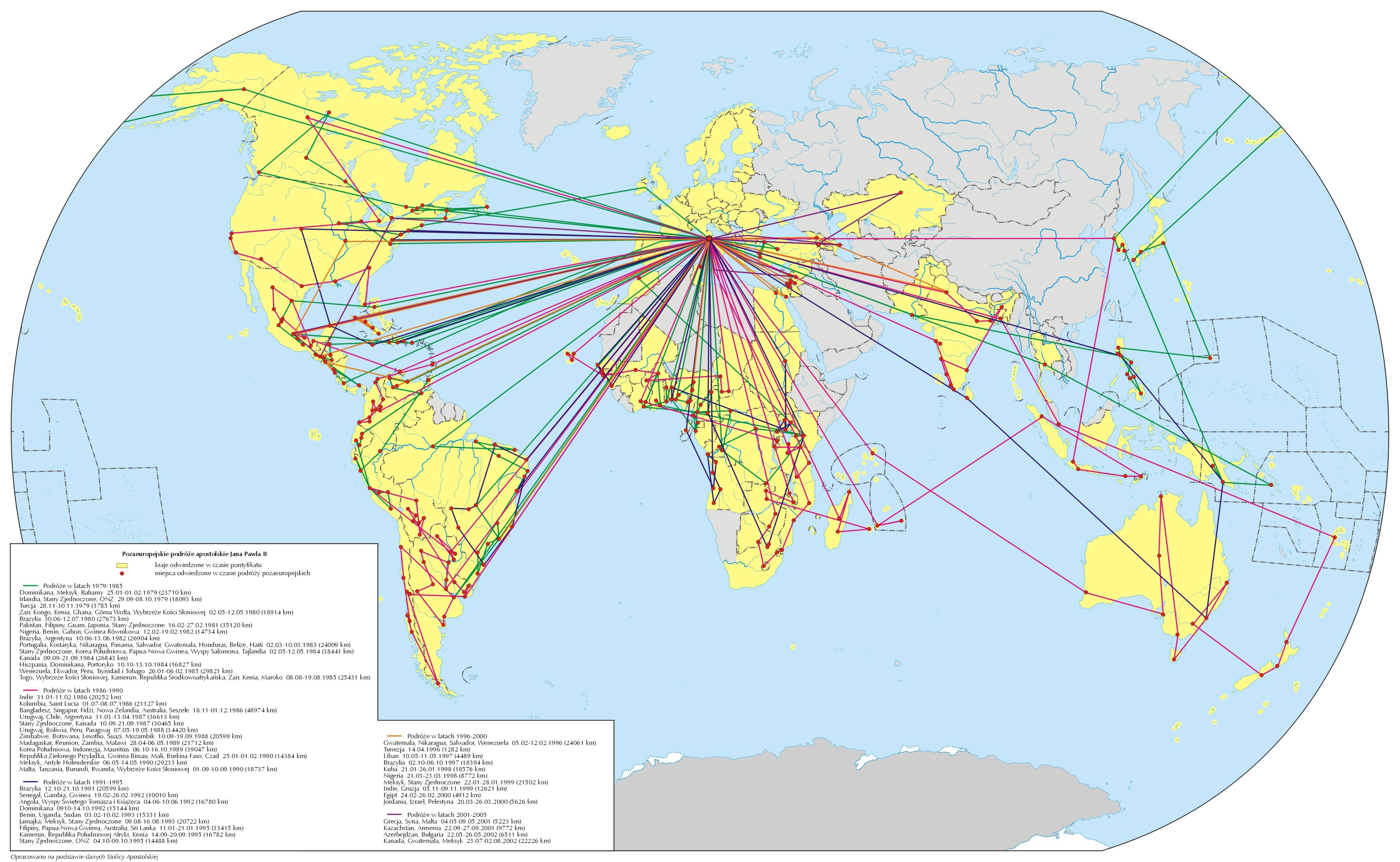
Il tragitto dei vari viaggi.